# Lanneray
Lanneray ist eine Ortschaft und eine ehemalige französische Gemeinde  mit 526 Einwohnern (Stand: 1. Januar 2019) im Département Eure-et-Loir in der Region Centre-Val de Loire. Sie gehörte zum Arrondissement Châteaudun und zum Kanton Châteaudun.
Mit Wirkung vom 1. Januar 2019 wurden die früheren Gemeinden Lanneray und Saint-Denis-les-Ponts zur Commune nouvelle Saint-Denis-Lanneray zusammengeschlossen und haben dort den Status einer Commune déléguée. Der Verwaltungssitz befindet sich im Ort Saint-Denis-les-Ponts.

## Geographie
Lanneray liegt etwa sieben Kilometer westnordwestlich vom Stadtzentrum Châteauduns. Umgeben wird Lanneray von den Ortschaften
- Commune nouvelle d’Arrou mit Châtillon-en-Dunois im Norden und Nordwesten, Langey im Süden und Südwesten und Saint-Pellerin im Westen,
- Logron im Norden,
- Marboué im Osten und Nordosten,
- Châteaudun im Osten und Südosten,
- Saint-Denis-les-Ponts im Süden und Südosten,
- Saint-Hilaire-sur-Yerre im Süden.

## Bevölkerungsentwicklung
| Jahr                      | 1962 | 1968 | 1975 | 1982 | 1990 | 1999 | 2006 | 2013 |
| Einwohner                 | 591  | 505  | 447  | 485  | 481  | 498  | 533  | 572  |
| Quelle: Cassini und INSEE |      |      |      |      |      |      |      |      |

## Sehenswürdigkeiten
- Kirche Saint-Pierre
- Erdwälle des Römerlagers und des Bois des Goislardières, Monument historique seit 1987
- Schloss La Touche-Hersant, seit 1982 Monument historique

## Persönlichkeiten
- Denis Vrain-Lucas (1818–1881), Fälscher